# Geogaddi
Geogaddi je drugi studijski album škotskog elektroničkog dua Boards of Canada, koji je 13. veljače 2002. godine objavila diskografska kuća Warp. U glazbenom se smislu ističe mračnijim stilom u usporedbi s onim na prethodnim uradcima.
Dobio je pohvale kritičara i pojavio se na 21. mjestu britanske ljestvice albuma. Pojavio se na popisima najboljih albuma 2002. godine u časopisima kao što su Mojo, NME i The Wire.

## Pozadina
Član grupe, Michael Sandison, opisao je Geogaddi kao "album nekog oblika Božjeg suda, klaustrofobičnog i uvrnutog putovanja u neka vrlo mračna iskustva sve dok na koncu opet ne dođete na zrak." U usporedbi se s prethodnim uradcima duo usredotočio na snimanje projekta "koji je složeniji, detaljniji i koji je neka vrsta koncentriranog recepta za kaotične melodijice", ali je također želio snimiti nešto "nejasnije i prirodnije". Izjavio je da je naziv spoj više riječi koje imaju određeno značenje, ali da žele da slušatelji sami odluče što naziv predstavlja.
Sastav je za album snimio više od 90 skladbi, ali je na koncu izabrao 23 na temelju toga koliko su pristajale projektu. Sandison je komentirao da je na uratku prisutna akustična instrumentacija iako ju se ne može odmah uočiti. Steve Beckett, predsjednik Warp Recordsa, sugerirao je skupini da snimi album u trajanju od 66 minuta i 6 sekundi kako bi se našalili sa slušateljima i kako bi pomislili da ga je snimio Vrag. Geogaddi je značajan i zbog toga što aludira na numerologiju i Davida Koresha, vođu kulta Grana Davidova.

## Objava
Bio je objavljen u tri inačice: u standardnoj CD inačici s kliznom kutijom, tvrdoukoričenoj knjizi s CD-om i dodatnim ilustracijama u ograničenoj nakladi te pakiranju od tri gramofonske ploče. F strana gramofonskog izdanja, na kojoj se nalazi pjesma "Magic Window" (koja se sastoji od gotovo dvije minute tišine), prikazuje crtež gole nuklearne obitelji.
Na ilustracijama se ističe kaleidoskopski motiv. Uz ograničenu inačicu albuma priložena je ilustrirana knjižica od 12 stranica.
Geogaddi je u Japanu bio objavljen 13. veljače 2002. godine, dok ga je pet dana kasnije u Europi objavio Warp.

## Popis pjesama
Tekstovi i glazba: Marcus Eoin i Mike Sandison. 
| 1.    | »Ready Lets Go«                | 1:01 |
| 2.    | »Music Is Math«                | 5:23 |
| 3.    | »Beware the Friendly Stranger« | 0:39 |
| 4.    | »Gyroscope«                    | 3:35 |
| 5.    | »Dandelion«                    | 1:17 |
| 6.    | »Sunshine Recorder«            | 6:14 |
| 7.    | »In the Annexe«                | 1:24 |
| 8.    | »Julie and Candy«              | 5:32 |
| 9.    | »The Smallest Weird Number«    | 1:19 |
| 10.   | »1969«                         | 4:22 |
| 11.   | »Energy Warning«               | 0:37 |
| 12.   | »The Beach at Redpoint«        | 4:20 |
| 13.   | »Opening the Mouth«            | 1:13 |
| 14.   | »Alpha and Omega«              | 7:04 |
| 15.   | »I Saw Drones«                 | 0:29 |
| 16.   | »The Devil Is in the Details«  | 3:55 |
| 17.   | »A is to B as B is to C«       | 1:42 |
| 18.   | »Over the Horizon Radar«       | 1:10 |
| 19.   | »Dawn Chorus«                  | 3:57 |
| 20.   | »Diving Station«               | 1:28 |
| 21.   | »You Could Feel the Sky«       | 5:16 |
| 22.   | »Corsair«                      | 2:54 |
| 23.   | »Magic Window«                 | 1:48 |
| 66:06 |                                |      |

| Bonus skladba na japanskoj inačici | Bonus skladba na japanskoj inačici  | Bonus skladba na japanskoj inačici | Bonus skladba na japanskoj inačici | Bonus skladba na japanskoj inačici | Bonus skladba na japanskoj inačici | Bonus skladba na japanskoj inačici | Bonus skladba na japanskoj inačici | Bonus skladba na japanskoj inačici | Bonus skladba na japanskoj inačici |
| Br.                                | Skladba                             | Trajanje                           |                                    |                                    |                                    |                                    |                                    |                                    |                                    |
| ---------------------------------- | ----------------------------------- | ---------------------------------- | ---------------------------------- | ---------------------------------- | ---------------------------------- | ---------------------------------- | ---------------------------------- | ---------------------------------- | ---------------------------------- |
| 24.                                | »From One Source All Things Depend« | 2:10                               |                                    |                                    |                                    |                                    |                                    |                                    |                                    |
| 68:16                              |                                     |                                    |                                    |                                    |                                    |                                    |                                    |                                    |                                    |

## Recenzije
Na stranici Metacritic, na kojoj se prikupljaju recenzije profesionalnih kritičara, Geogaddi je bio ocijenjen ocjenom 84/100, što označava "sveopće priznanje". Kitty Empire iz NME-a pohvalila ga je izjavivši da je "zasigurno elektronički album godine" i "mjesto na kojem se susreću prirodno i digitalno [...] na jeziviji način nego ikad prije", ali i da je "predivno zasićen ponavljajućim motivima koji su [skupinu] obilježili kao zaseban glas [u sceni] elektroničke glazbe." Mark Richardson iz Pitchforka napisao je da je "Boards u Geogaddi uvrstio svoje prepoznatljive značajke, ali kako bi prikazao malo sumorniju viziju", dodavši da je "njegova glazba uvijek dezorijentirala, [...] ali ondje gdje su ćurlici nekoć podsjećali na neugodna sjećanja sad se nalaze distorzije s uznemirujućim elementima ispod površine". Na koncu ga je nazvao "uspješnim albumom koji je krcat odličnom glazbom". Pascal Wyse iz The Guardiana opisao ga je kao "povučenu mješavinu elektroničke melankolije, uvijek prirodne i prekrasno oblikovane", ali je napomenuo da o slušateljevu užitku "ovisi želi li doista obratiti pozornost na toliko detalja".
Pojavio se u nekoliko popisa najboljih albuma godine raznih publikacija kao što su Mojo, NME i The Wire.

## Zasluge
Boards of Canada
- Michael Sandison – svi instrumenti, produkcija, ilustracije, fotografija
- Marcus Eoin – svi instrumenti, produkcija, ilustracije, fotografija

Ostalo osoblje
- Peter Campbell – naslovnica

## Ljestvice
| Ljestvica (2002.)                         | Najviša pozicija |
| ----------------------------------------- | ---------------- |
| Francuska                                 | 78               |
| Irska                                     | 28               |
| Škotska                                   | 12               |
| Ujedinjeno Kraljevstvo                    | 21               |
| Ujedinjeno Kraljevstvo (nezavisni albumi) | 3                |
| Top Heatseekers (Billboard)               | 19               |
| Independent Albums (Billboard)            | 10               |
| Dance/elektronički albumi (Billboard)     | 3                |